# Gauliga Wartheland
La Gauliga Wartheland era la principale manifestazione calcistica nel Gau tedesco del Wartheland fra il 1941 ed il 1945. Questa regione era formata dall'ex voivodato di Poznań e da parte dei voivodati di Varsavia e di Lodz, che erano stati occupati dal regime nazista tedesco nel 1939. La lega e la regione prendono il nome dal locale fiume Warthe (Polacco: Warta).

## Storia
Il campionato venne fondato nel 1940 con due gironi all'italiana da cinque squadre, i cui vincitori si scontravano con partite di andata e ritorno. Il campione della Gauliga partecipava poi alle finali nazionali. Ai club polacchi non era permesso partecipare alla competizione, riservata solo alle minoranze tedesche, che corrispondevano al 10% della popolazione della regione.
Nella sua seconda stagione la lega giocò con dieci squadre in un solo girone. Le ultime tre vennero retrocesse. L'edizione 1943-44 iniziò senza cambiamenti ma lo SG Freihaus uscì dalla lega a metà campionato e non tutte le partite vennero disputate.
Il crollo del nazismo fece sì che la stagione 1944 non ebbe mai inizio.

## Membri fondatori della lega
Gruppo I:
- Deutscher SC Posen
- BSG DWM Posen
- SG Ordnungspolizei Posen
- Reichsbahn SG Posen
- Post SG Posen

Gruppo II:
- SG Ordnungspolizei Litzmannstadt
- Union 97 Litzmannstadt
- SG Zduńska Wola (1943 SG Freihaus)
- Reichsbahn SG Litzmannstadt
- SG Sturm Pabianitz

## Vincitori e piazzati della Gauliga Wartheland
| Stagione | Vincitore         | Secondo posto            |
| 1940-41  | LSV Posen         | TSG Litzmannstadt        |
| 1941-42  | SGO Litzmannstadt | Deutscher SC Posen       |
| 1942-43  | BSG DWM Posen     | SG Ordnungspolizei Posen |
| 1943-44  | SDW Posen         | SG Ordnungspolizei Posen |